# Comuna Petrivka, Bârzula
Petrivka (în ucraineană Петрівка) este o comună în raionul Bârzula, regiunea Odesa, Ucraina, formată din satele Horivka, Mala Kindrativka, Mala Petrivka, Petrivka (reședința) și Stepanivka.

## Demografie
Componența lingvistică a comunei Petrivka
     Ucraineană (88,95%)
     Română (7,19%)
     Rusă (2,98%)
     Alte limbi (0,36%)
Conform recensământului din 2001, majoritatea populației comunei Petrivka era vorbitoare de ucraineană (88,95%), existând în minoritate și vorbitori de română (7,19%) și rusă (2,98%).